# Lillebonne
Lillebonne is een gemeente in het Franse departement Seine-Maritime (regio Normandië) en telt 8.894 inwoners (2017). De plaats maakt deel uit van het arrondissement Le Havre. Het is een sterk geïndustrialiseerde gemeente aan de Seine.
Opvallende bezienswaardigheden zijn het Romeins theater, het musée Juliobona (over het Gallo-Romeinse verleden van de gemeente) en de middeleeuwse donjon.

## Geschiedenis

### Juliobona
De stad werd gesticht door de Romeinen tijdens de eerste eeuw als Juliobona. De stad werd de nieuwe hoofdstad van de Caleti, een Gallische stam in Gallia Belgica. Deze Gallo-Romeinse stad lag op een kruispunt van wegen en gaf uit op de monding van de Seine. Juliobona had thermen en een theater. In de derde eeuw werden de gebieden van de Caleti en van de Veliocasses samengevoegd en verloor Juliobona zijn rol als administratief centrum.
De resten van de Gallo-Romeinse stad liggen onder de huidige bebouwing. Archeologen hebben in Lillebonne een bronzen Apollo-beeld (nu in het Louvre) en een groot mozaïek opgegraven.

### Lillebonne
In de middeleeuwen kwam de stad in handen van de Normandiërs en die lieten er een hertogelijk kasteel bouwen. De Franse koning Filips II liet de donjon van Lillebonne bouwen.
Na deze bloeitijd verwerd de plaats tot een landbouwdorp tot er industrie werd gevestigd. In 1793 kwam er een manufactuur met mechanische weefgebouwen aangedreven door waterkracht. Verschillende industrieën vestigden zich in de gemeente, waaronder petrochemie vanaf 1957.

## Geografie
De oppervlakte van Lillebonne bedraagt 14,7 km², de bevolkingsdichtheid is 607 inwoners per km². De gemeente ligt op de rechteroever van de Seine. 
De onderstaande kaart toont de ligging van Lillebonne met de belangrijkste infrastructuur en aangrenzende gemeenten.

## Demografie
Onderstaande figuur toont het verloop van het inwonertal (bron: INSEE-tellingen).

## Geboren in Lillebonne
- Annie Ernaux (1940), schrijfster en Nobelprijswinnares